# Andrej Benedejčič
Andrej Benedejčič, slovenski veleposlanik, * 21. november 1970, Ljubljana.
Je aktualni stalni predstavnik Slovenije pri zvezi NATO. Na tej funkciji je bil že med letoma 2011 in 2015. Med letoma 2015 in 2019 je bil stalni predstavnik Republike Slovenije pri OVSE, med letoma 2009 in 2011 generalni direktor Direktorata za globalne zadeve in politično multilateralo na zunanjem ministrstvu, med letoma 2005 in 2008 pa veleposlanik v Rusiji. Doktoriral je s tezo Slovanska dimenzija ruske diplomacije : ruska identiteta, slovanska ideja in zunanja politika Ruske federacije na FDV v Ljubljani (mentor Milan Brglez, somentor Jože Pirjevec) in izšla v knjigi Rusija in slovanstvo: med velikodržavnostjo in vzajemnostjo (založba FDV, 2021). Junija 2022 je postal državni sekretar v Kabinetu predsednika vlade Roberta Goloba, kjer je bil odgovoren za nacionalno in mednarodno varnost. Funkcijo je opravljal do novembra 2023.
Njegova žena je diplomatka Minca Benedejčič, bratranec pa nogometaš Igor Benedejčič.